# Souche
Pour les articles homonymes, voir Souche (homonymie).

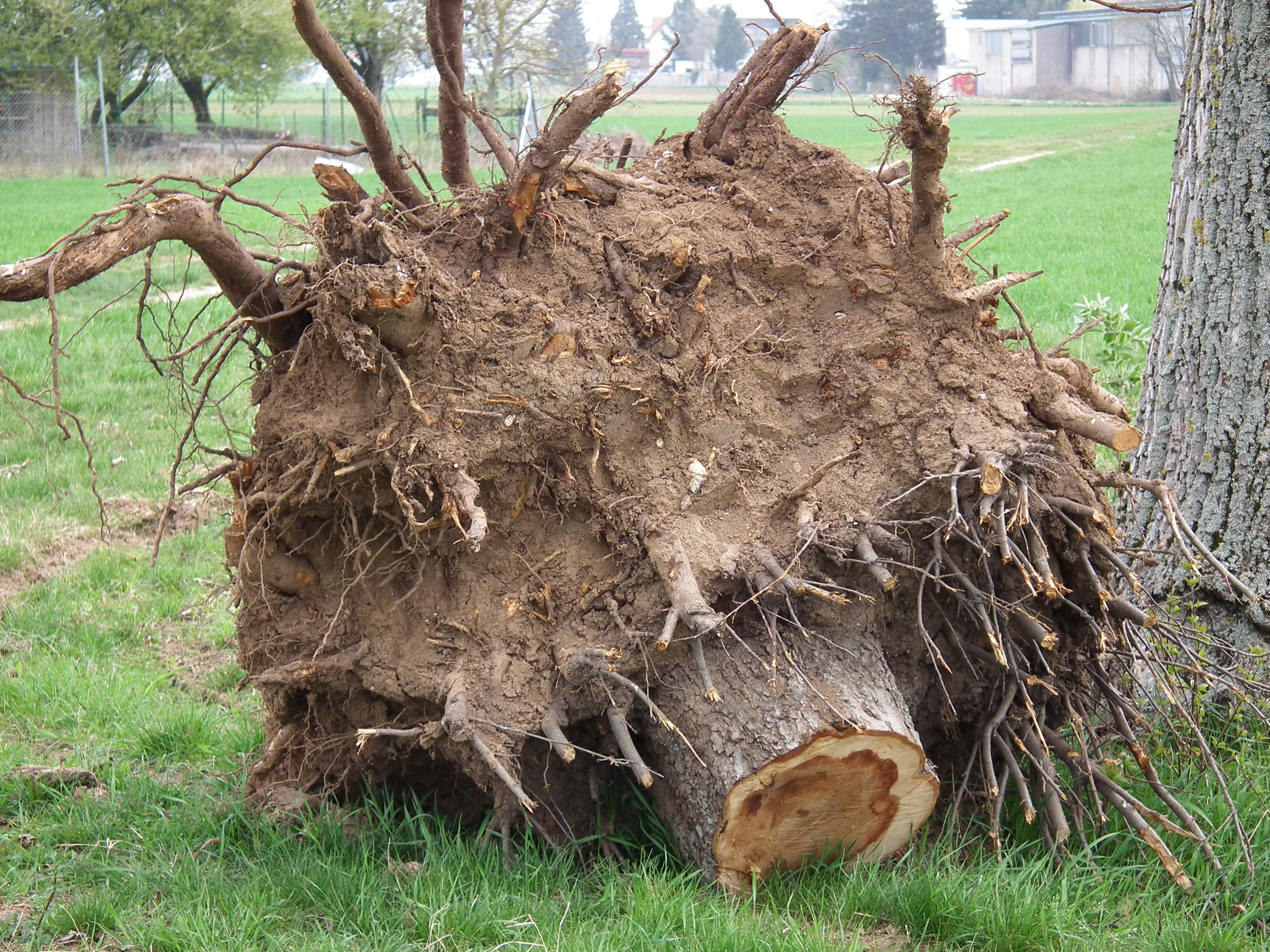
Souche arrachée d'un arbre abattu.

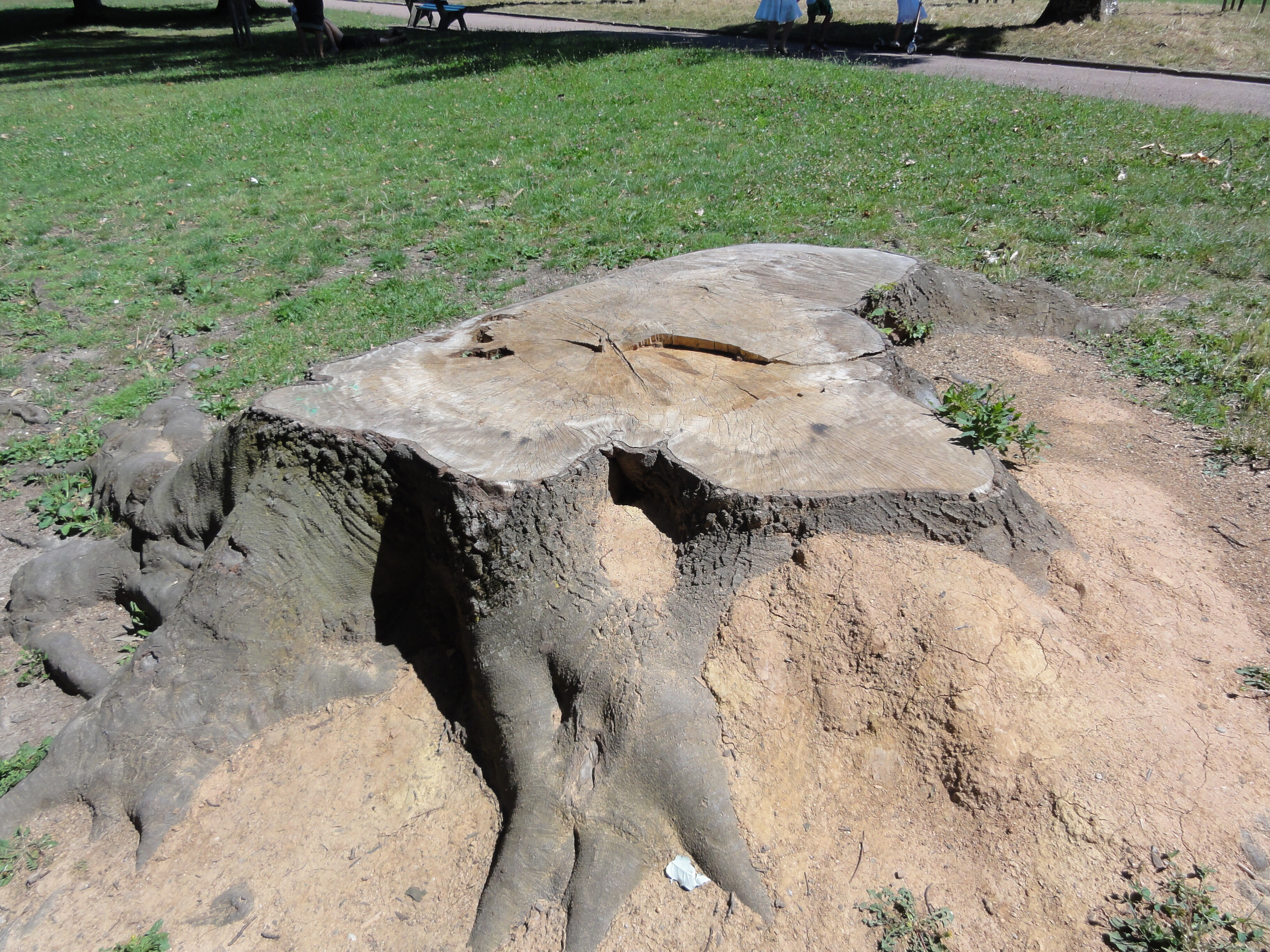
Souche d'arbre restée en place après la tempête de 1999.

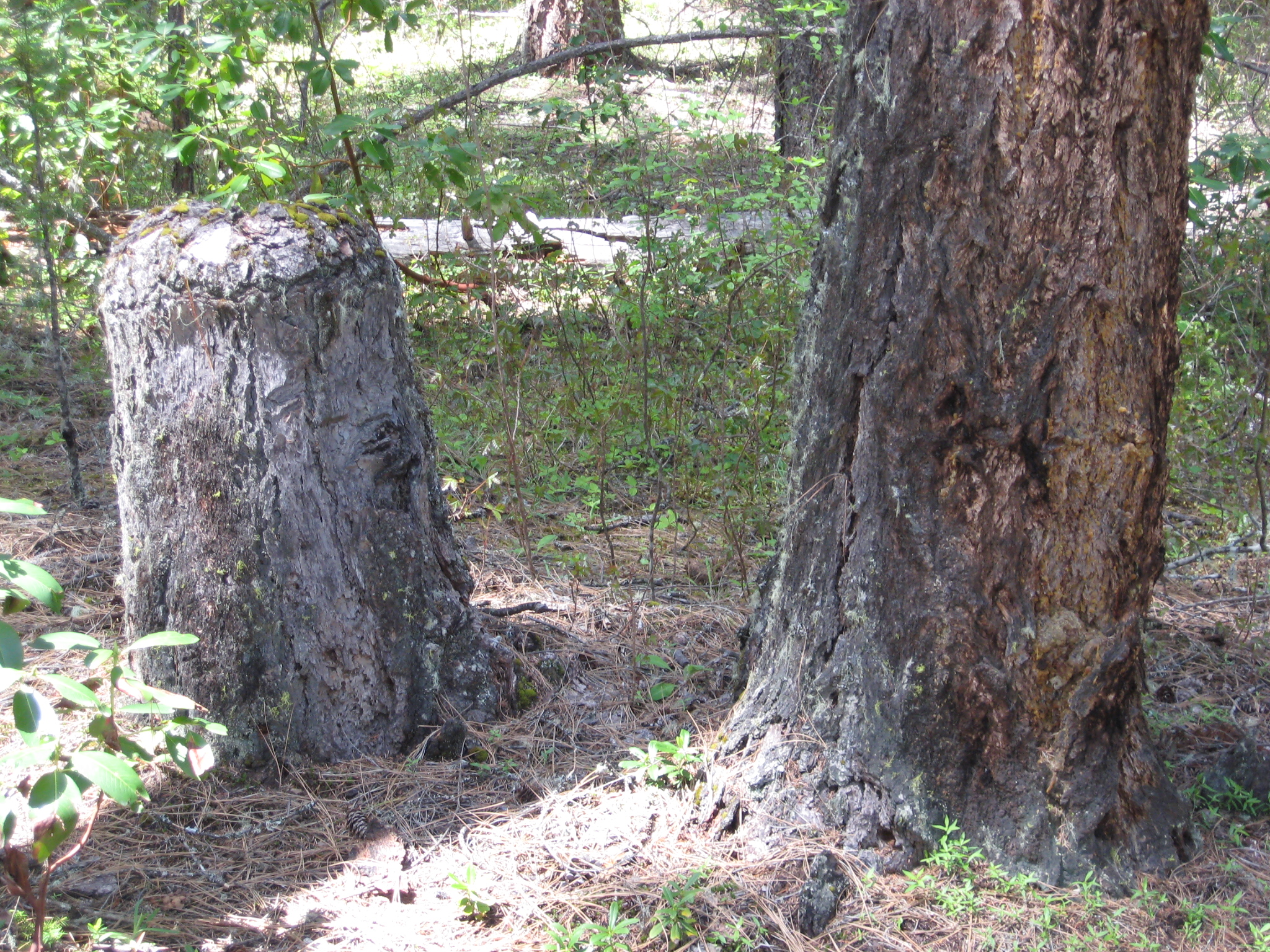
Des rejets, dits adventifs, se forment sur le bourrelet de « cicatrisation » autour de la section de la reliée à un arbre adjacent par anastomose de leurs racines. Cette greffe naturelle permet l'échange de sève et à la souche de rester en vie pendant des dizaines d'années.

Une souche en botanique est la partie souterraine courte et verticale de la tige de certaines plantes vivaces (fougères, gymnospermes, angiospermes). En sylviculture, il s'agit plus particulièrement de la base d'un tronc d'arbre ainsi que ses racines qui restent après l'abattage d'un arbre.

## Importance écologique

### En forêt
La souche favorise le rejet en taillis des espèces abattues, ce qui permettra plus rapidement une nouvelle exploitation. Par ailleurs, la décomposition lente dans la terre produira un humus utile aux nouvelles générations de plantes qui ne tarderont pas à émerger.

### Sur les berges
Sur les berges, les souches présentent plusieurs intérêts écologiques. D'abord, elles offrent des abris à divers animaux : les poissons, la loutre d'Europe. Ensuite, les racines des arbres limitent l'érosion de la berge. Lorsque la ripisylve est élaguée, les souches doivent donc être conservées. D'autant que plusieurs arbres typiques des cours d'eau, comme l'aulne glutineux, forment des rejets à partir de leur souche.

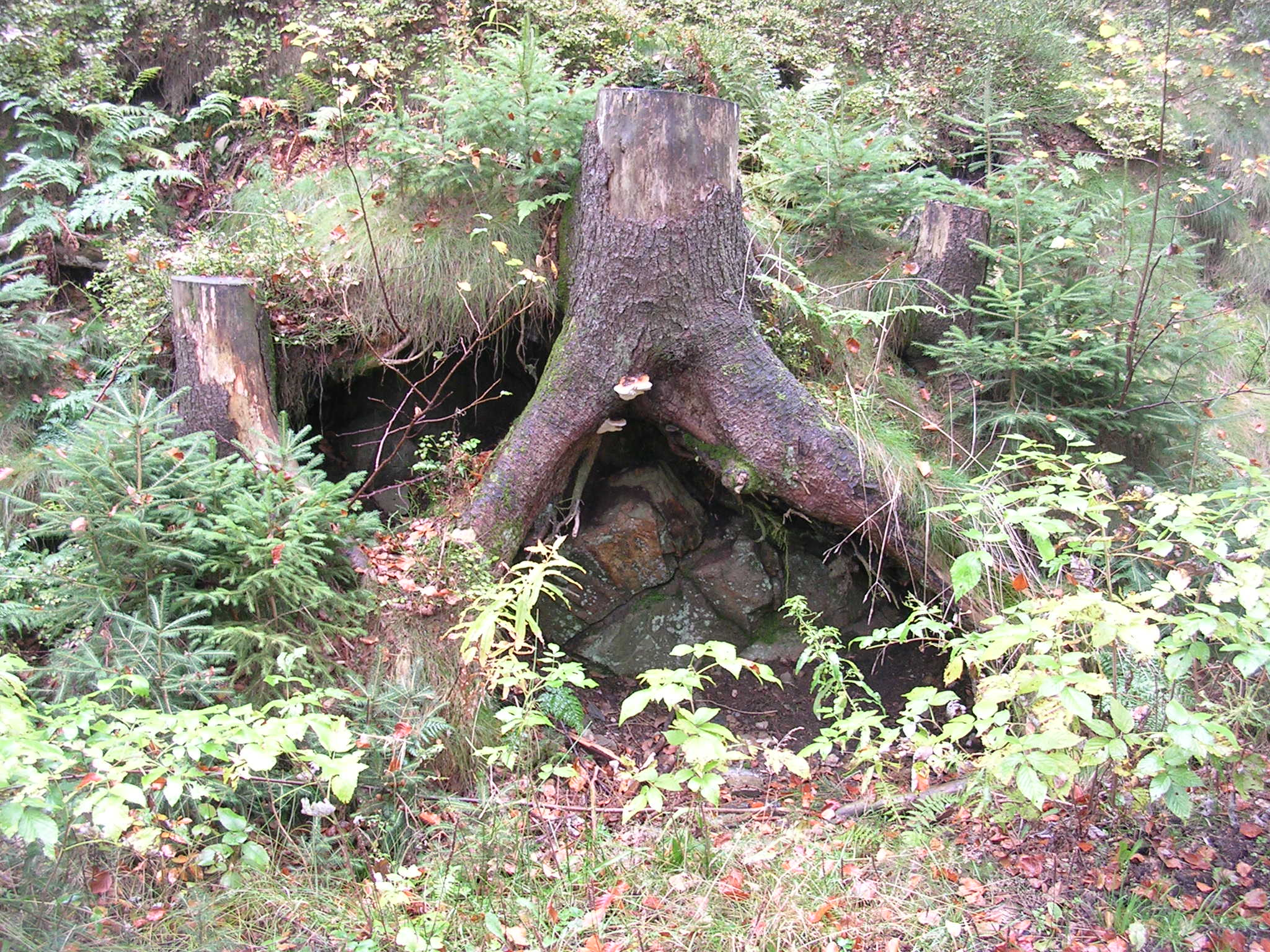
Une vieille souche constitue un écosystème propice au développement de nombreuses espèces.
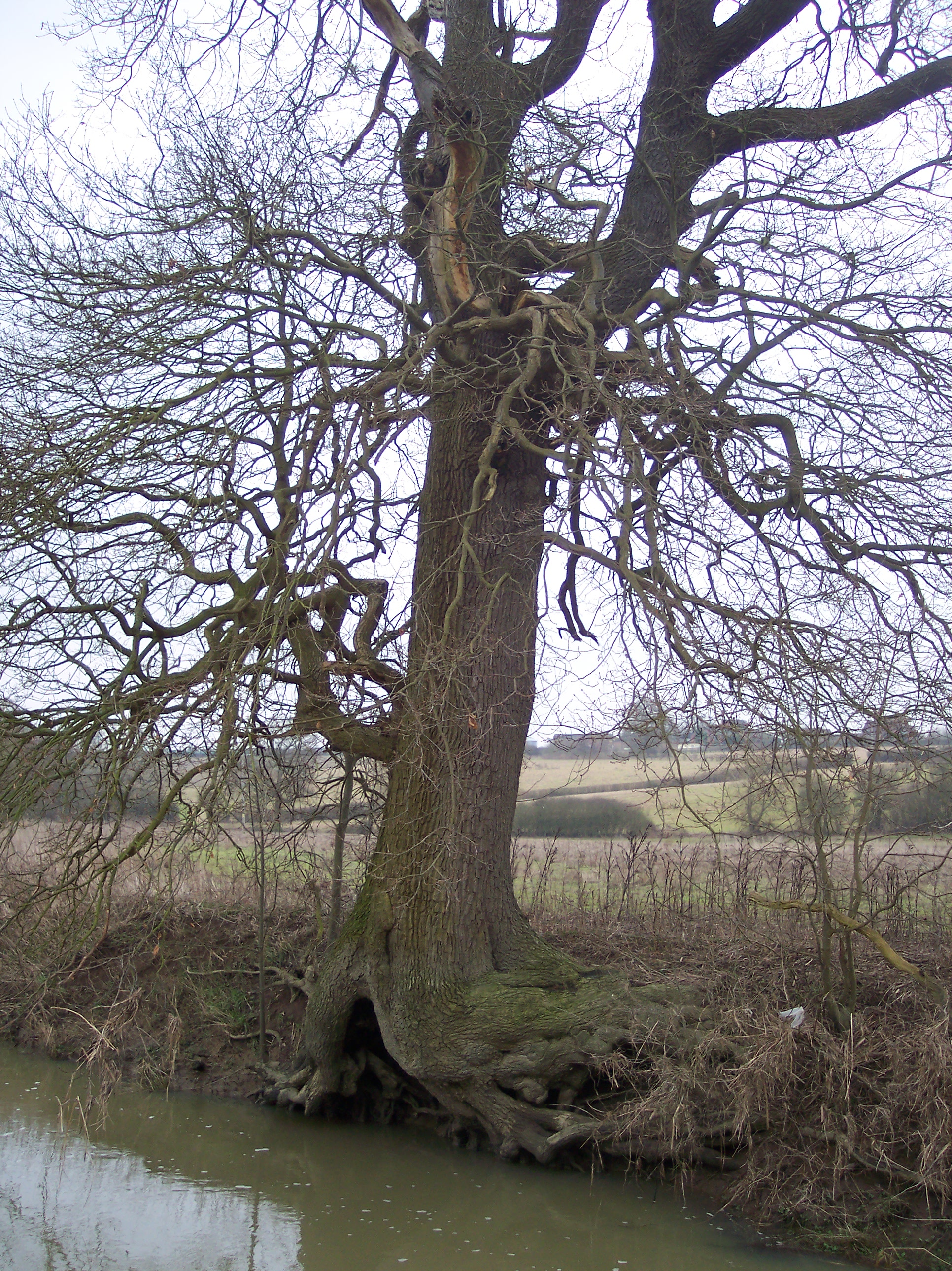
Arbre dont une rivière dégage la souche.
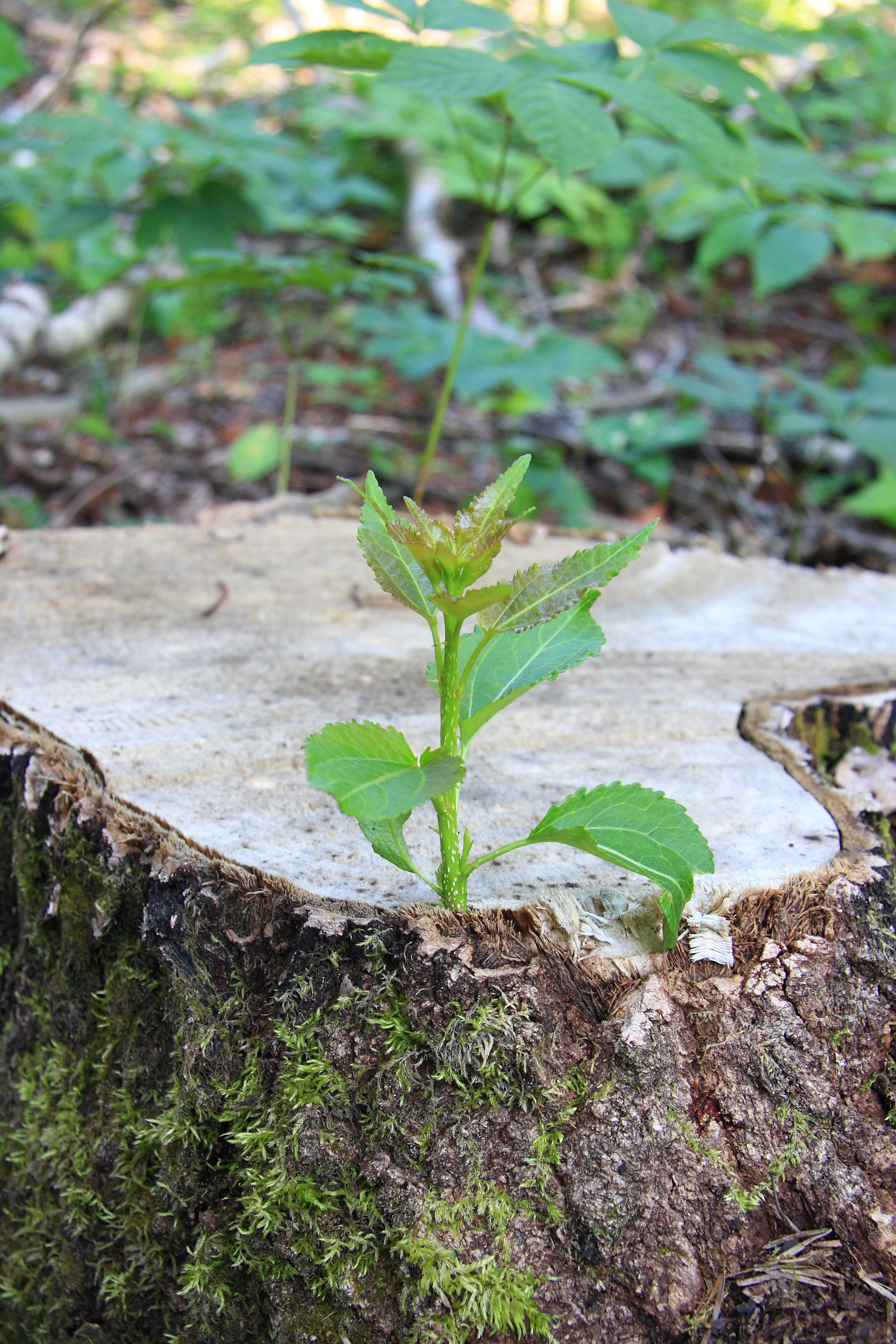
Rejet sur une souche de peuplier.
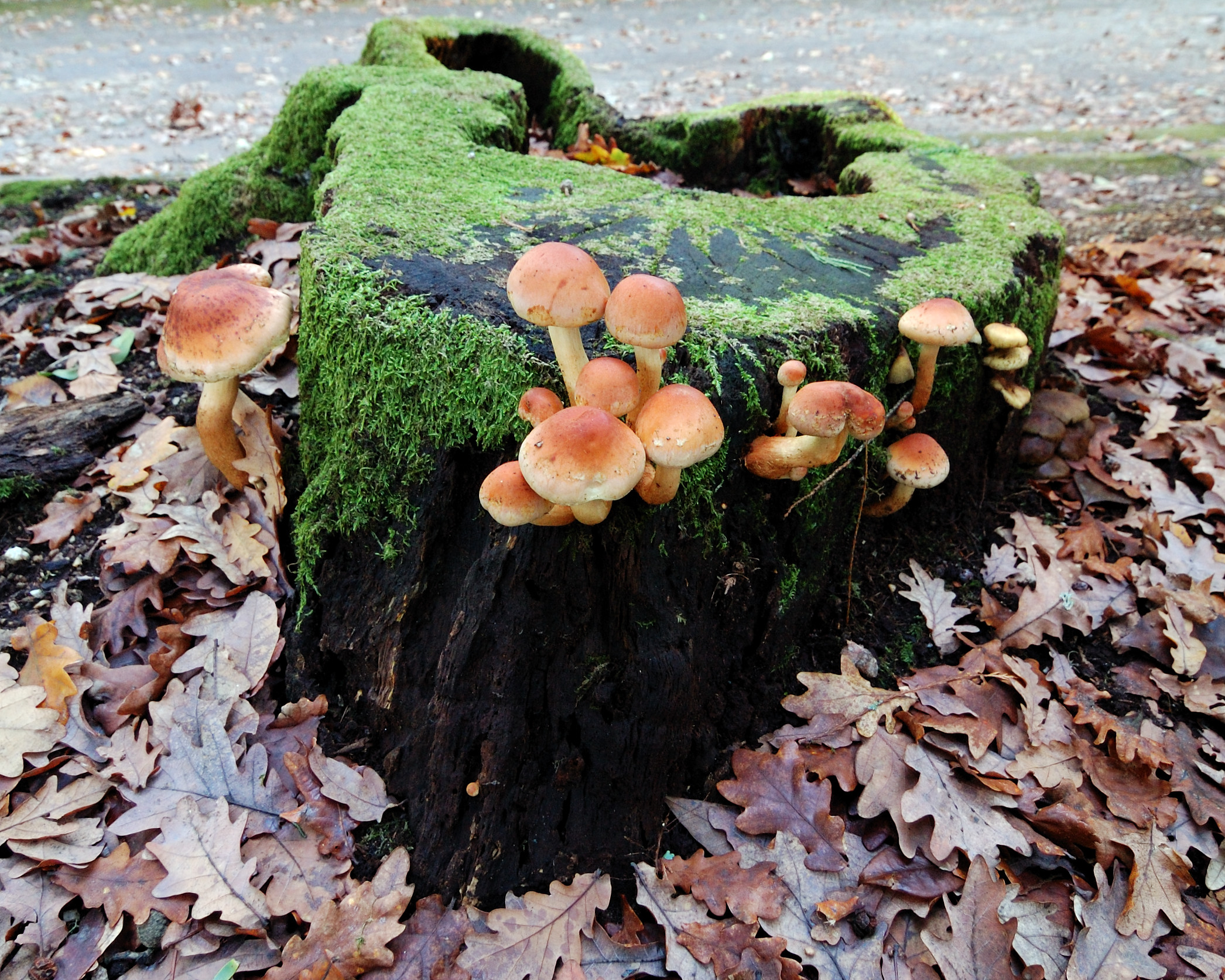
Champignons (Hypholoma sublateritium) colonisant une souche.
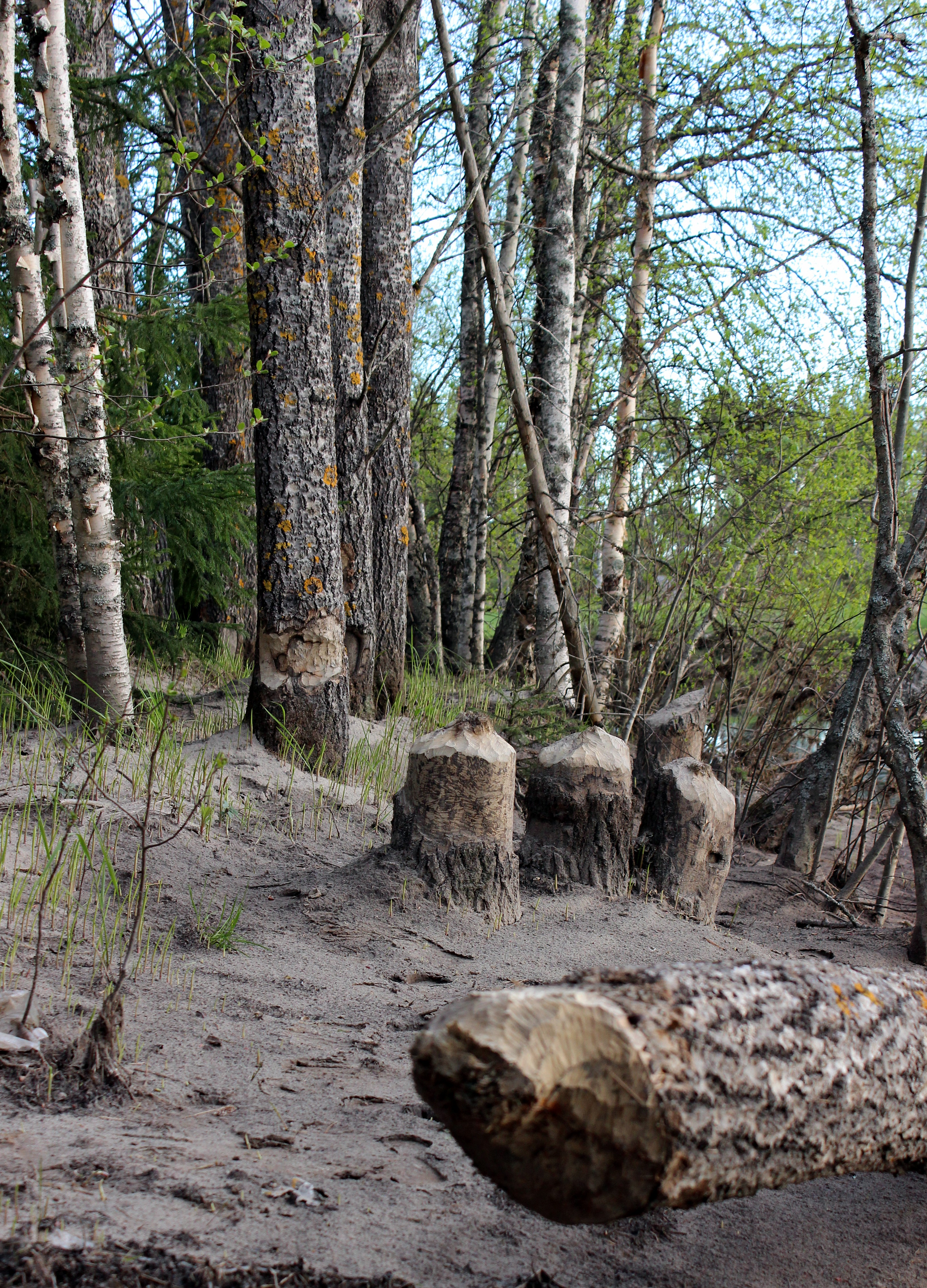
Souches rongées par un castor
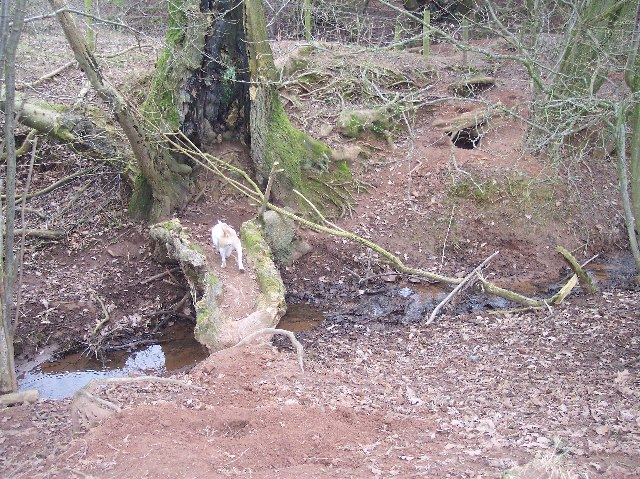
Souche servant à la fois de pont naturel et d'abri pour le terrier d'un Blaireau européen.

## Exploitation

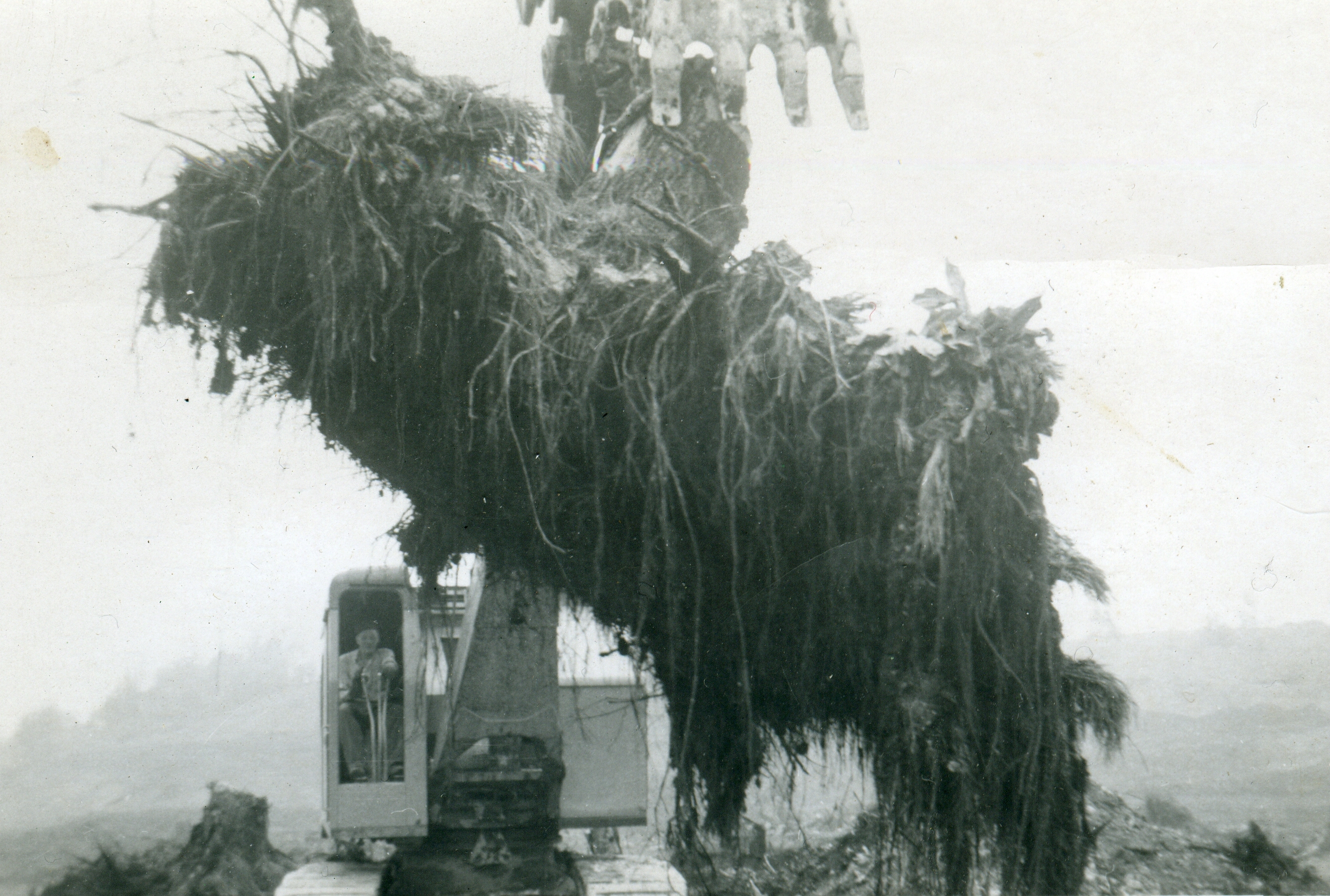
Dessouchage mécanique en Ontario.

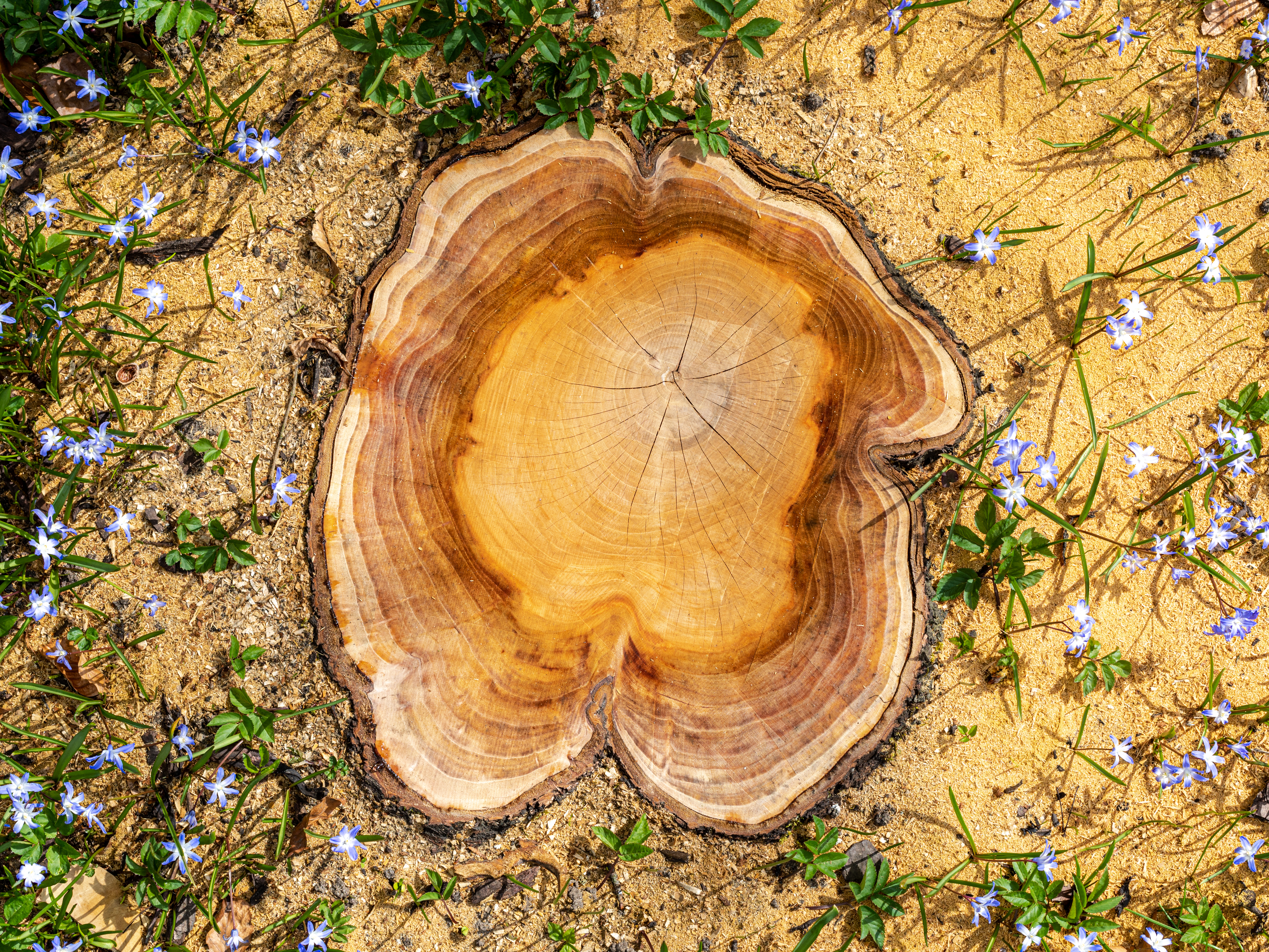
Une souche de cerisier près de Dülmen en Allemagne.

Dans les forêts de plantation de certaines parties de l'Europe, les souches laissées après l'abattage des arbres sont maintenant parfois extraites du sol pour fournir du bois de combustible aux centrales à biomasse. En France elles sont parfois dévitalisées au moyen de pesticides particuliers, mais depuis Colbert, le droit forestier impose théoriquement aux adjudicataires d'une coupe forestière dans un chablis de laisser les souches en place ; « 12. L'Adjudicataire est obligé de laisser les étocs des arbres rompus, & les souches de ceux qui ont été renversés » (peut-être pour favoriser les rejets et taillis).